# Seifertia azaleae
Seifertia azaleae (Peck) Partr. & Morgan-Jones – gatunek grzybów z klasy Dothideomycetes. Grzyb mikroskopijny, pasożyt różaneczników wywołujący chorobę o nazwie zamieranie pąków różanecznika.

## Systematyka i nazewnictwo
Pozycja w klasyfikacji według Index Fungorum: Seifertia, Incertae sedis, Incertae sedis, Incertae sedis, Incertae sedis, Pezizomycotina, Ascomycota, Fungi.
Po raz pierwszy takson ten zdiagnozował w 1873 r. Ch.H. Peck nadając mu nazwę Periconia azaleae. Obecną, uznaną przez Index Fungorum nazwę nadali mu w 2002 r. Partr. & Morgan-Jones. 
Znany jest tylko w postaci anamorfy.
Synonimy: 
- Briosia azaleae (Peck) Dearn. 1941
- Cephalotrichum azaleae (Peck) Kuntze 1898
- Periconia azaleae Peck 1873
- Pycnostysanus azaleae (Peck) E.W. Mason 1941
- Sporocybe azaleae (Peck) Sacc. 1886

## Morfologia i rozwój
Patogen rozwija się w pąkach różaneczników wytwarzając na ich zewnętrznych, obumarłych łuskach  koremia o rozmiarach 2 mm × 0,5 mm. Mają postać czarnych pałeczek na długich trzonkach. Powstają w nich zarodniki konidialne o średnicy 3,6 do 5,5 μm. Grzybnię Seifertia azaleae można hodować na agarze skrobiowym z siarczanem streptomycyny w stężeniu 100 mg/l. Potwierdzono patogeniczność trzech izolatów przez zaszczepienie zawiesiną zarodników 30 pąków 2 roślin rododendronów. Zainfekowane pąki osłonięto woreczkami foliowymi.  Porażone rośliny wytwarzały typowe objawy choroby po 20 dniach od zakażenia. Różne odmiany różaneczników wykazywały różną podatność na patogena.